# 4936 Butakov
4936 Butakov eller 1985 UY4 är en asteroid i huvudbältet som upptäcktes den 22 oktober 1985 av den sovjetisk-ryska astronomen Ljudmila Zjuravljova vid Krims astrofysiska observatorium på Krim. Den är uppkallad efter den ryske amiralen Grigorij Butakov (1820–1882).
Asteroiden har en diameter på ungefär fyra kilometer och tillhör asteroidgruppen Levin.